# Art nouveau à Spa
Spa, petite ville des Ardennes belges, possède un patrimoine Art nouveau de qualité. C’est par ailleurs au milieu du 19e siècle que cette ville se donne l’image de « Perle de l’Ardenne » en mettant en valeur la qualité de l’air pur, la nature et une architecture particulière qui entoure cette villégiature thermale. On peut citer deux constructions exceptionnelles de ce style parmi beaucoup d'autres réalisations Art nouveau à Spa.

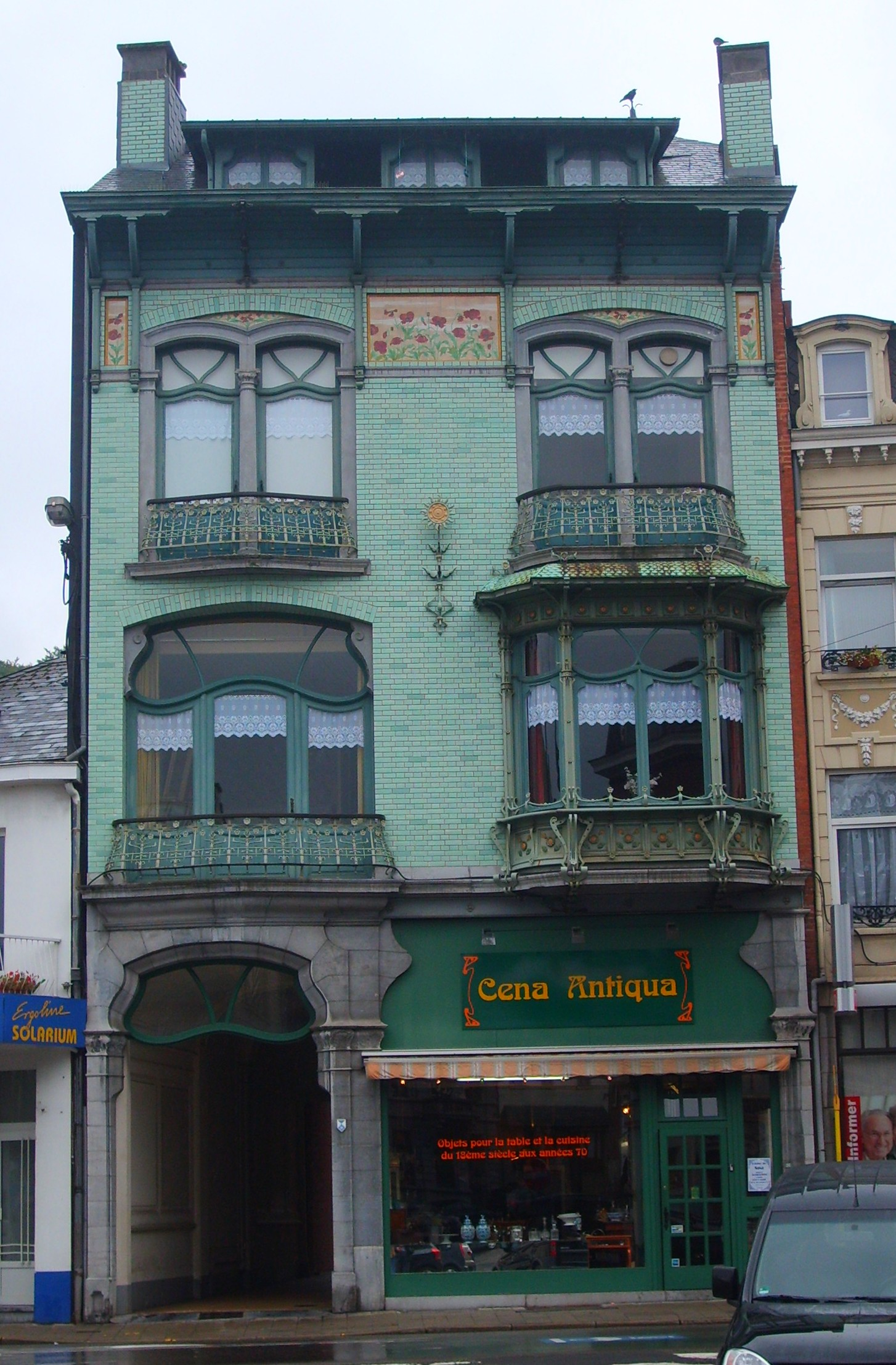
Maison Charlier à Spa

## Maison Charlier
Il y a d'abord dans le centre-ville la Maison Charlier appelée aussi le Garage Bourguet, œuvre de l'architecte Gustave Charlier (1848-1922) considérée comme l'une des plus belles maisons de style Art nouveau en province de Liège. Ses couleurs vert pastel et ses ferronneries jouent la carte du végétal.

## Villa Henrijean ou White House
Sur les hauteurs de la ville, dans un quartier où les villas cossues se succèdent, une d'elles  attire l'attention des amateurs d'Art nouveau : il s'agit de la Villa Henrijean, nommée par les Spadois White House et actuellement appelée Villa Héloïse. Elle fut réalisée par l'architecte Paul Jaspar, auteur de nombreuses maisons, principalement à Liège, et est située avenue du Professeur Henrijean au n° 19/21.

## Autres maisons de style Art nouveau

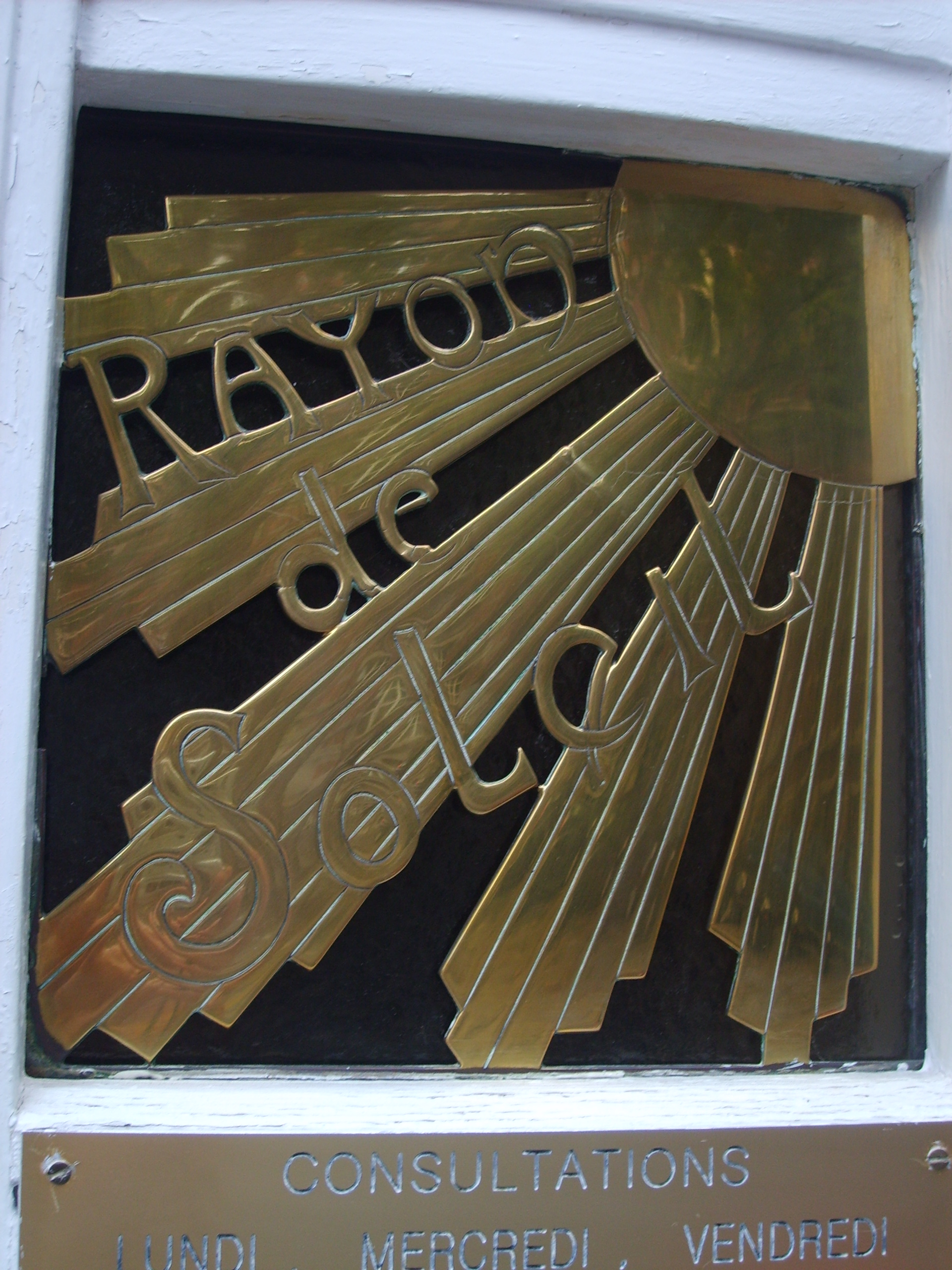
Maison " Rayon de Soleil"

D'autres réalisations de style Art nouveau sont à découvrir.
Elles sont situées :
- Promenade des quatre heures n° 6 (face à l'Hôtel de Ville): mosaïque, bow-window et petits bois (1903, architecte Arthur Noël).
- Rue du Marché n° 18 : marguerites stylisées.
- Place des Écoles n° 23 : Maison " Rayon de Soleil" (1908).
- Place des Écoles n° 31 et 33 : Maisons les Papillons et les Marronniers, fausses jumelles, panneaux en terre cuite, ferronneries (1905).
- Avenue Reine Astrid n°1/3 : sgraffites.
- Avenue reine Astrid n°144 : Verrière, éléments architecturaux sur la façade